# 풀카고
풀카고란 일반적인 화물차의 후면부에 풀 트레일러를 연결시킨 차량을 가르키는 화물차 업계의 단어이다. 일반적인 카고트럭과는 달리 트레일러의 면허인 1종특수 운전면허를 취득해야 운전이 가능한 차량이다.

## 특징
세미 트레일러의 경우는 차체 및 화물 중량의 70%만 스스로 지탱하고 30%는 전면부의 트랙터에 부담시키는 반면 풀카고의 트레일러는 차체 중량과 적재한 화물의 전체 중량을 자체 휠로 지지하는 트레일러다. 세미 트레일러와 풀카고는 적재함의 밑에 달려있는 휠이 어떤 형태로 배치되었는지 확인하여 구분하는데 풀카고는 휠이 적재함의 바닥 네 모퉁이에 골고루 분포하며 앞차축이 조향이 되서 견인고리에서 한번 트레일러의 앞바퀴에서 한번 더 꺾여서 운전이 어렵지만 세미 트레일러는 뒤에만 몰려있는(일반적인 대형트랙터와 연결되는 트레일러의 경우는 앞에는 지지대가 있고 맨 뒷부분에 타이어가 있는 반면 일반적인 시판 자동차에 출고 후 나중에 견인바를 장착하는 경우의 연결되는 트레일러는 맨뒤가 아니고 트레일러의 메인 적재부분의 중간에서 약간 뒤쪽으로 바퀴가 장착됨) 차이점이 있다. 일반적인 풀카고는 주로 11톤에서 15톤까지의 십바리 화물차에 대부분으로 많이 부착되어 대개는 1종특수와 1종대형을 같이 요구하지만 간혹 기아 봉고나 현대 포터와 같은 소형의 1톤화물차에서도 풀카고 사양을 적용할 수 있으며 SUV와 픽업트럭에서도 후면에 캠핑카를 부착하는 경우도 있기 때문에 이때는 1종보통과 1종특수를 같이 획득하면 풀카고를 몰 수가 있다. 추가로 트레일러의 총중량이 750kg 미만이면 특수면허가 없어도 된다.

## 같이 보기
- 트럭
- 상용차
- 트레일러